# أون سبورت
أون سبورت (بالإنجليزية: ON Sport) التي كانت تسمى سابقاً بـ أون تايم سبورتس (بالإنجليزية: ON Time Sports) تغير اسم القناة في 22 فبراير 2025 وترى القناة بأن الهدف هو تقديم محتوى رياضى أفضل ومتطور على الشاشات الرياضية المصرية.
تم سابقاً دمج قناة أون سبورت وقناة تايم سبورتس فى شبكة واحدة تابعة لمجموعة قنوات أون بإسم أون تايم سبورتس فى بداية عام 2020 قبل أن تنضم إلى شركة المتحدة للرياضة فى عام 2022
هي مجموعة قنوات مصرية رياضية تبث مختلف البطولات الرياضية المصرية والدولية بجودة عالية HD، وقامت بشراء حقوق نقل مباراتي الذهاب والإياب من كأس السوبر الإسباني بين الغريمين برشلونة وريال مدريد عام 2017 بعد احتكار دام سنوات من طرف قنوات بي إن سبورت على بث هذه البطولة في الشرق الأوسط وشمال إفريقيا.
وبثت في موسم 2017-2018 مباريات يوفنتوس ولاتسيو وبايرن ميونخ ومانشستر سيتي وتشيلسي وبثت نصف نهائي ونهائي كأس البرتغال وبثت أيضاً البطولة العربية في عام 2017.
وفي عام 2018 إفتُتِحت قناة أون سبورت 2 وكانت أول مباراة أذاعتها مباراة سموحة والنجوم، ولها نفس تردد القناة الأولى.
وفي عام 2018 أطلقت راديو أون سبورت إف إم على التردد الإذاعي داخل مصر 93.7.
وفي عام 2019 أطلقت قناة تايم سبورتس على البثين الأرضي والفضائي.

## الحقوق
- الدوري المصري الممتاز.
- كأس مصر.
- كأس السوبر المصري.
- تصفيات كأس العالم 2026 (إفريقيا).
- كأس ألمانيا
- كأس هولندا
- مباريات المنتخب المصري الودية.
- دوري أبطال إفريقيا مباريات الأندية المصرية الدور 32 والدور 64 إن وُجدت ومباريات الأندية المصرية التي تلعب في مصر.
- كأس العالم لكرة اليد.
- الدوري الإسباني لكرة السلة.
- دوري أبطال أوروبا لكرة اليد.
- كأس أوروبا لكرة اليد.
- دوري أبطال أوروبا لكرة اليد للسيدات.[10]
- كأس الكونفيدرالية الإفريقية مباريات الأندية المصرية دور 32 ودور 32 الثاني ودور 64 إن وجدت.
- مباريات المنتخب المصري المقامة على أرضه.[11]
- دوري السوبر لكرة السلة المصري.
- مباريات كرة اليد والطائرة.[12][13]

## المذيعون
- أحمد شوبير[14]
- سيف زاهر
- إبراهيم فايق
- مدحت شلبي
- إبراهيم عبد الجواد[15]
- تامر صقر
- كريم خطاب
- كريم رمزي
- شيما صابر[16]
- محمود بدراوي
- ميرهان عمر
- أميرة جمال[17][18][19]
- يحيي حمزة[20][21]

## البرامج
- ستوديو الماتش
- ستوديو اليد
- ستوديو السلة
- ملعب ON
- سوبر ليج
- أون سبورت[22]
- ملاعب الأبطال[22]
- Football 360

## المحللون
- حازم إمام
- طه إسماعيل
- أيمن يونس
- عماد متعب[23]
- محمد أبو العلا
- وليد صلاح الدين
- حسن المستكاوي[24]
- محمد عمر
- سمير عثمان
- أحمد الشناوي
- عبد الظاهر السقا[22]

## المعلقون
- أحمد شوبير
- حاتم بطيشة[25]
- خالد حسن[26]
- أيمن الكاشف
- محمد الشاذلي
- مؤمن حسن
- محمد أبو العلا
- محمد عفيفي
- محمد الغياتي
- أمير محروس[27][28]
- محمد البوشي[29]
- بلال مؤمن حسن
- خالد خيري
- عبد الله الديدي
- إبراهيم محمد [الشرقية]
- محمد السيد إسماعيل
- هشام معمر[30]
- محمد الشاذلي
- محمد عفيفي

## وصلات خارجية
لا توجد روابط لمواقع التواصل الاجتماعي.